# Iraklion (stad)
Iraklion (Grieks: Ηράκλειο, Iraklio) of Heraklion is de hoofdstad van het Griekse eiland Kreta. Het ligt centraal aan de noordkust van het eiland, aan de Egeïsche Zee. De stad heeft ongeveer 175.000 inwoners (2011).

## Benaming
Iraklion is onder de naam Candia zetel van de katholieke bisschop van Kreta en werd tijdens de regering van de Arabieren Rabdel-Khandak genoemd in 820 n.Chr. (Arabisch ربض الخندق) wat "kasteel in het water" betekende. De Arabische naam werd vergriekst tot Χάνδαξ (Chándax) of Χάνδακας (Chándakas) en in het Latijn en Italiaans tot Candia. Dat laatste werd overgenomen door andere Europese landen: in het Frans als Candie, in het Engels als Candy, hiermee wordt de stad of eiland geheel bedoeld. Na de verovering van Kreta door de Byzantijnen stond de stad bekend als Megalo Kastro (Grieks: Μεγάλο Κάστρο ) de bewoners werden Kastrinoi genoemd (Καστρινοί, "Kasteel-bewoners"). De Ottomaanse benaming was Kandiye. In de 19e eeuw werd de antieke Griekse naam Ηράκλειον hergebruikt.

## Bestuurlijk
Iraklion is sinds de bestuurlijke herindeling van 2011 een fusiegemeente in de Griekse bestuurlijke regio (periferia) Kreta. Het bestaat uit de deelgemeenten Gorgolaïnis (Γοργολαΐνης), Iraklion (Ηράκλειο), Nea Alikarnassos (Νέα Αλικαρνασσός), Paliani (Παλιανή) en Temenos (Τέμενος).
Tot 2011 was het de hoofdstad van het nomos Iraklion.

## Bezienswaardigheden
De stad heeft een archeologisch museum dat rijk is aan vondsten van de Minoïsche beschaving. In het museum zijn beelden van stieren te vinden, in verband met de stierencultus die deel uitmaakte van die cultuur. De mythe van de Minotaurus herinnert hier nog aan. In dit museum staat een maquette van Knossos. Ook staan er diverse vondsten van de archeologische plaats Phaestus, zoals de Schijf van Phaistos in dit museum. Een bekend beeldje dat in het archeologisch museum staat, is dat van de slangengodin, die in iedere hand een slang in de lucht houdt (zie foto).
Midden in de stad ligt Agios Titus, de kerk gewijd aan de Heilige Titus, patroonheilige van de stad.
In het Historisch Museum vindt men onder andere twee werken van El Greco.
De archeologische plaats Knossos, waarvan het archeologisch belang door Arthur Evans werd benadrukt, ligt dicht bij de stad.
In de haven ligt het fort Koulés, een voorbeeld van de verdedigingswerken gedurende de Venetiaanse periode.

## Vervoer

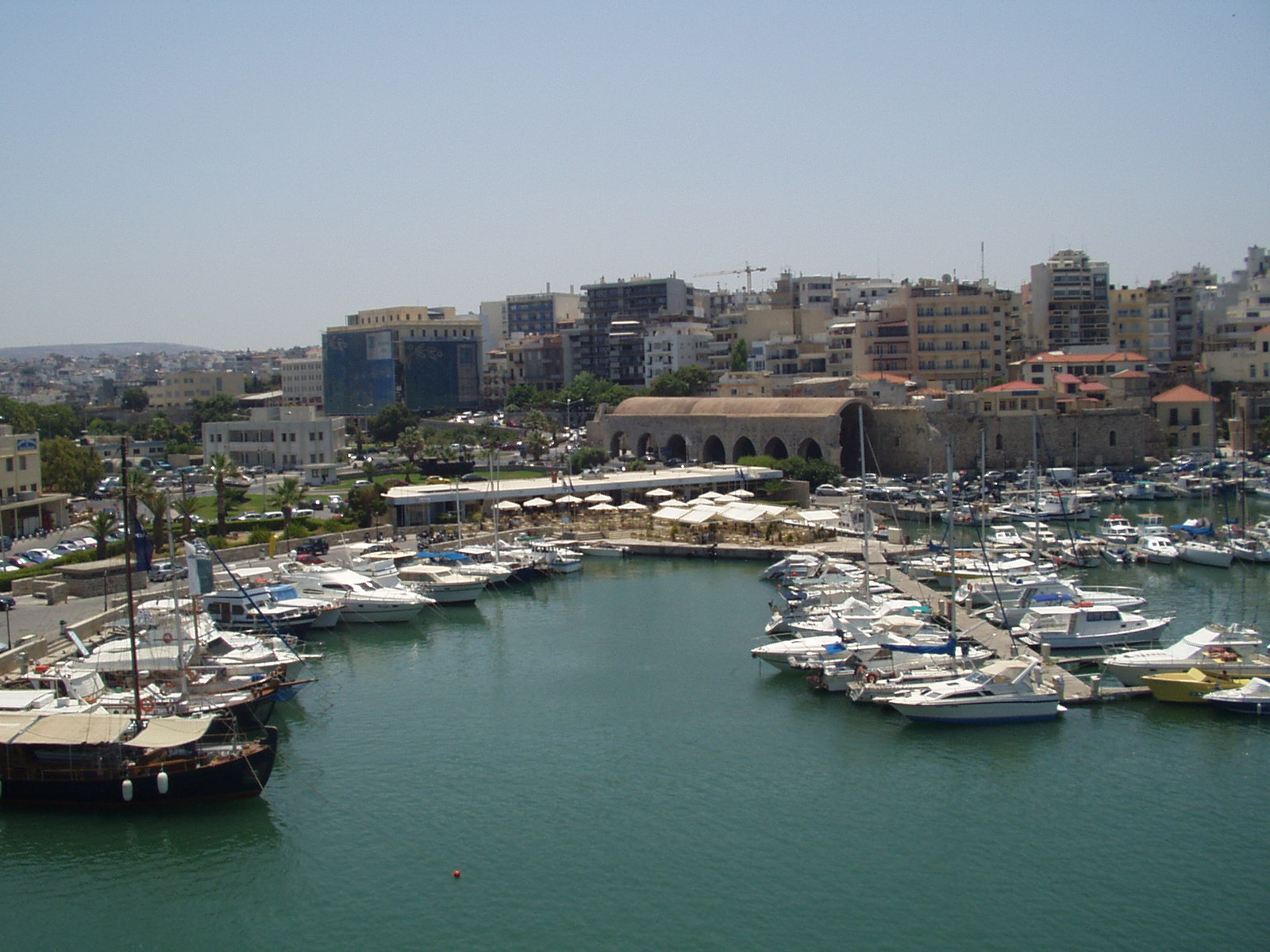
De haven

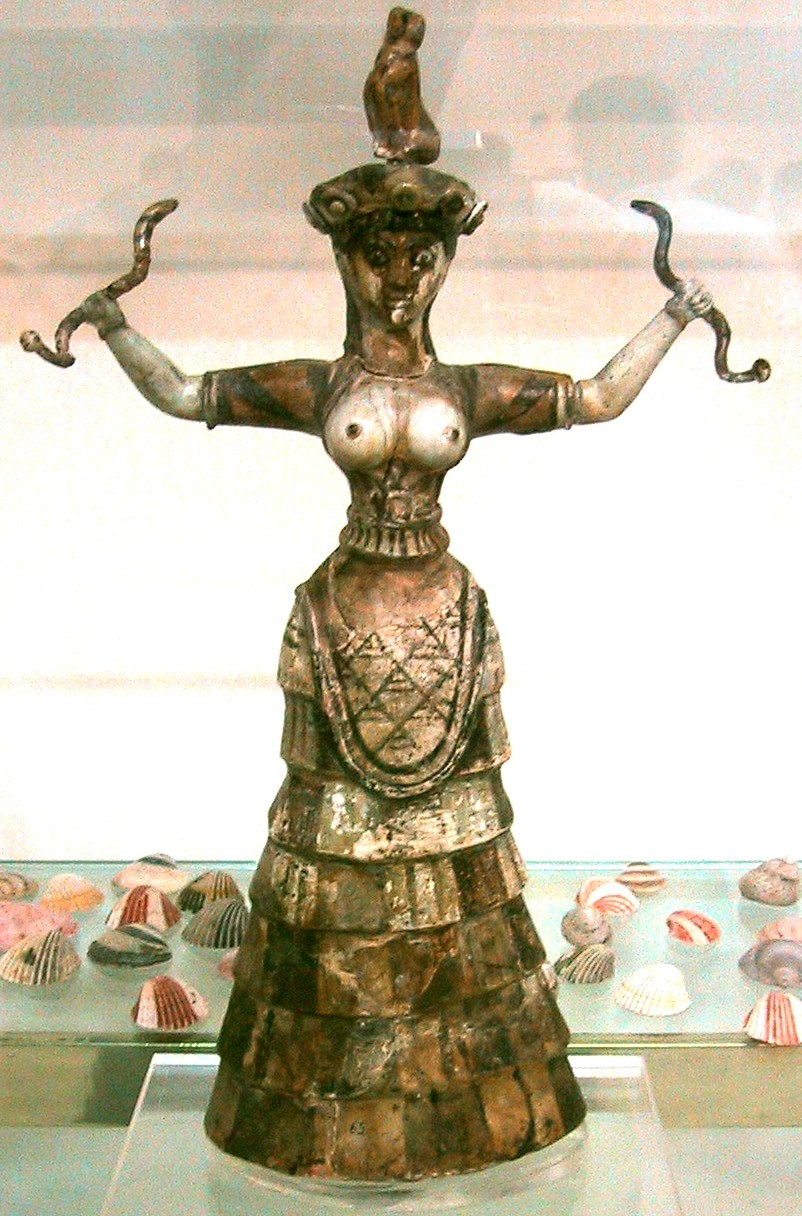
Beeldje van de Slangengodin

Als grootste stad van Kreta is Iraklion een knooppunt van verschillende soorten vervoer. Op vijf kilometer ten oosten van de stad ligt de Luchthaven Iraklion, waar in de zomermaanden dagelijks tientallen chartervluchten landen. Vanuit de haven vertrekken veerboten richting de Cycladen, Piraeus, Thessaloniki, Rhodos, Egypte en Israël. Er zijn twee busstations. Vanaf de Hania Port vertrekken bussen naar het zuiden van het eiland. Vanaf een busstation dat tussen de haven en de oude stad ligt vertrekken bussen naar de meeste andere bestemmingen op het eiland, zoals Rethimnon en Chania in het westen en Malia, Chersonissos en Agios Nikolaos in het oosten.

## Onderwijs
In Iraklion bevindt zich een dependance van de Universiteit van Kreta (Grieks: Πανεπιστήμιο Κρήτης). Deze nevenvestiging huisvest de Faculteit der Geesteswetenschappen en de Faculteit der Natuurwetenschappen, Wiskunde en Informatica.

## Sport
De stad is de thuisbasis van de voetbalclubs OFI Kreta en Ergotelis Iraklion. Iraklion was tijdens de Olympische Zomerspelen van 2004 een van de steden waar het Olympisch voetbaltoernooi werd gehouden.

## Internationale organisaties
Sinds 2005 is het Europees Agentschap voor netwerk- en informatiebeveiliging ("ENISA") gevestigd in Iraklion. Het ENISA functioneert als kenniscentrum waar EU-lidstaten en EU-instellingen terechtkunnen voor advies over vraagstukken in verband met netwerk- en informatiebeveiliging.

## Klimaat
Iraklion heeft een warm mediterraan klimaat (klimaatclassificatie van Köppen Csa). De zomers zijn warm tot heet en droog met heldere luchten. Droge hete dagen worden vaak afgelost door seizoensgebonden winden. De winters kunnen mild genoemd worden met gemiddelde regenval.
| Maand                  | jan  | feb  | mrt  | apr  | mei  | jun  | jul  | aug  | sep  | okt  | nov  | dec  | Jaar  |
| ---------------------- | ---- | ---- | ---- | ---- | ---- | ---- | ---- | ---- | ---- | ---- | ---- | ---- | ----- |
| Hoogste maximum (°C)   | 24,7 | 26,2 | 29,4 | 34,5 | 38   | 41,3 | 41   | 42   | 39,5 | 35,7 | 31,2 | 28,5 | 42    |
| Gemiddeld maximum (°C) | 15,2 | 15,5 | 16,8 | 20,2 | 23,5 | 27,3 | 28,6 | 28,4 | 26,4 | 23,1 | 20,1 | 17   | 21,9  |
| Gemiddeld minimum (°C) | 10   | 10   | 10,8 | 13   | 15,9 | 20   | 22,7 | 22,7 | 20,3 | 17,5 | 14,7 | 12   | 15,8  |
| Laagste minimum (°C)   | 1,2  | 1,4  | 3,3  | 6,4  | 8    | 13,2 | 16,2 | 16,6 | 13,5 | 9,7  | 6,4  | 3,4  | 1,2   |
|                        |      |      |      |      |      |      |      |      |      |      |      |      |       |
| Neerslag (mm)          | 91,5 | 77,4 | 57,4 | 30   | 15,2 | 3,2  | 1    | 0,7  | 19,5 | 68,8 | 58,8 | 77,1 | 500,6 |

## Geboren
- Domenikos Theotokopoulos, beter bekend als El Greco (1541-1614), schilder
- Nikos Kazantzakis (1883-1957), schrijver/dichter/filosoof
- Odýsseas Elýtis (1911-1996), dichter en Nobelprijswinnaar (1979)
- Joseph Sifakis (1946), informaticus en winnaar van de Turing Award
- Nikos Machlas (1973), voetballer
- Mihalis Koukoulakis (1975), voetbalscheidsrechter
- Georgios Samaras (1985), voetballer
- Nikos Karelis (1992), voetballer
- Giorgos Giakoumakis (1994), voetballer

## Bron
1. ↑  (el)  Aantal inwoners in 2011 (p. 10 Δήμος Ηρακλείου)
2. ↑  (en)  Bestuurlijke indeling vanaf 2011 en aantal inwoners in 2001 (p. 17445 ΔΗΜΟΣ ΗΡΑΚΛΕΙΟΥ)

- M. Canard , Schacht, Lewis , Menagé , Pellat (1998). The Encyclopaedia of Islam, New Edition, Volume III: Chandax, 1082–1086. ISBN 978-90-04-08118-5.